# Ховард, Эндрю
Эндрю Ховард (англ. Andrew Howard; род. 12 июня 1969, Кардифф, Уэльс, Великобритания) — валлийский актёр театра, кино и телевидения. Известен по изображению различных русских персонажей в американских и европейских фильмах: от Петра Трофимова в экранизации произведения Чехова «Вишнёвый сад» до наёмного убийцы Максима в блокбастере «Заложница 3». Также одна из его знаковых ролей — беспринципный шериф-садист в триллере «Я плюю на ваши могилы».

## Ранние годы
Ховард родился в Кардиффе, Уэльс, Великобритания. В конце 1980-х годов окончил школу драмы Cygnet Training Theatre в Эксетере, Англия.

## Карьера
В 2003 году снялся в одной из главных ролей в телефильме «Лев зимой», сыграв Ричарда Львиное Сердце. Большую известность актёру принесла одна из отрицательных ролей в триллере «Я плюю на ваши могилы» 2010 года выпуска. В следующем году он исполнил небольшую роль русского злодея в фильме Нила Бёргера «Области тьмы».
В 2015 году получил роль Уилла Декоди (увлекающегося таксидермией торговца антиквариатом и отца одной из героинь) в третьем и четвёртом сезонах сериала «Мотель Бейтс». В 2016 году сыграл русского гангстера Антона в комедийном боевике «Реальные воспоминания международного убийцы».
В 2019 году начал сниматься в сериале о супергероях «Хранители» в роли Красного Страха, детектива-коммуниста в красном костюме, разговаривающего с русским акцентом. В том же году стало известно, что актёр примет участие в съёмках фильма Кристофера Нолана «Довод».
В 2020 году исполнил роль полицейского-расиста в короткометражке «Два далёких незнакомца», которая впоследствии получила «Оскар» в номинации «лучший игровой короткометражный фильм».

### Роли в театре
В лондонских театрах The Royal National Theatre и Donmar Warehouse играл Алекса ДеЛаржа в театральной постановке по роману Энтони Бёрджесса «Заводной апельсин», Пера Гюнта в одноимённой пьесе Генрика Ибсена, и Ореста в трагедии «Электра».

## Фильмография
| Год       |     | Русское название                            | Оригинальное название                     | Роль                                  |
| --------- | --- | ------------------------------------------- | ----------------------------------------- | ------------------------------------- |
| 1999      | ф   | Глазами убийцы                              | Shades                                    | Дилан Коул                            |
| 1999      | ф   | Вишнёвый сад                                | The Cherry Orchard                        | Пётр Сергеевич Трофимов               |
| 2001      | с   | Братья по оружию                            | Band of Brothers                          | капитан Кларенс Хестер                |
| 2002      | ф   | Лунный свет                                 | Moonlight                                 | главарь бандитов                      |
| 2002      | ф   | Глубина                                     | Below                                     | матрос-подводник Хоаг                 |
| 2003      | тф  | Лев зимой                                   | The Lion in Winter                        | Ричард I Львиное Сердце               |
| 2005      | ф   | Револьвер                                   | Revolver                                  | Билли                                 |
| 2007      | ф   | Мечта Кассандры                             | Cassandra's Dream                         | Джерри                                |
| 2009      | ф   | Трансформеры: Месть падших                  | Transformers: Revenge of the Fallen       | боец спецназа SAS                     |
| 2010      | ф   | Я плюю на ваши могилы                       | I Spit on Your Grave                      | шериф Сторг                           |
| 2011      | ф   | Области тьмы                                | Limitless                                 | Геннадий                              |
| 2011      | ф   | Мальчишник 2: Из Вегаса в Бангкок           | The Hangover Part II                      | Николай                               |
| 2012      | с   | Хэтфилды и Маккои                           | Hatfields & McCoys                        | «Негодяй» Фрэнк Филлипс               |
| 2012—2013 | с   | Морская полиция: Лос-Анджелес               | NCIS: Los Angeles                         | русский бандит Дмитрий Грешнев        |
| 2013      | с   | Подпольная империя                          | Boardwalk Empire                          | Август Такер, криминальный босс Тампы |
| 2014      | с   | Элементарно                                 | Elementary                                | Девон Гаспар, помощник Мориарти       |
| 2014      | с   | Банши                                       | Banshee                                   | Квентин, британский киллер            |
| 2014      | ф   | Заложница 3                                 | Taken 3                                   | Максим                                |
| 2014—2016 | с   | Ад на колёсах                               | Hell on Wheels                            | «Денди» Джонни Шиа                    |
| 2015      | с   | Агенты «Щ.И.Т.»                             | Agents of S.H.I.E.L.D.                    | агент ATCU Лютер Бэнкс                |
| 2015—2016 | с   | Мотель Бейтс                                | Bates Motel                               | Уилл Декоди                           |
| 2016      | ф   | Реальные воспоминания международного убийцы | True Memoirs of an International Assassin | Антон Масович                         |
| 2017      | ф   | Калифорнийский дорожный патруль             | CHIPS                                     | Арно                                  |
| 2018—2019 | с   | Аванпост                                    | The Outpost                               | маршал Седрик Уизерс                  |
| 2018      | ф   | Правда или действие                         | Truth or Dare                             | Рэндалл Химофф                        |
| 2019      | ф   | Анна                                        | Anna                                      | Олег Филенков                         |
| 2019      | с   | Хранители                                   | Watchmen                                  | Красный Страх                         |
| 2020      | ф   | Довод                                       | Tenet                                     | водитель / русский наёмник            |
| 2020      | с   | Перри Мейсон                                | Perry Mason                               | детектив Эннис                        |
| 2020      | кор | Два далёких незнакомца                      | Two Distant Strangers                     | Мерк, офицер NYPD                     |
| 2020      | ф   | Птица в клетке. Заражение                   | Songbird                                  | мужчина в карантинном лагере          |
| 2021      | с   | Мэр Кингстауна                              | Mayor of Kingstown                        | Дьюк, лидер банды белых расистов      |
| 2025      | ф   | Расплата 2                                  | The Accountant 2                          | Бату Донецк                           |